# Bodenbelag
Bodenbelag ist der Nutzbelag des Fußbodens eines Gebäudes.

## Einteilung

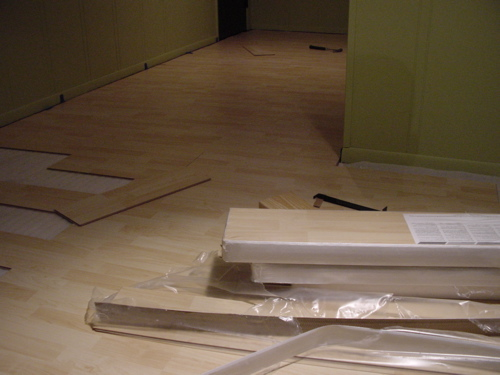
Bodenbelag Laminat

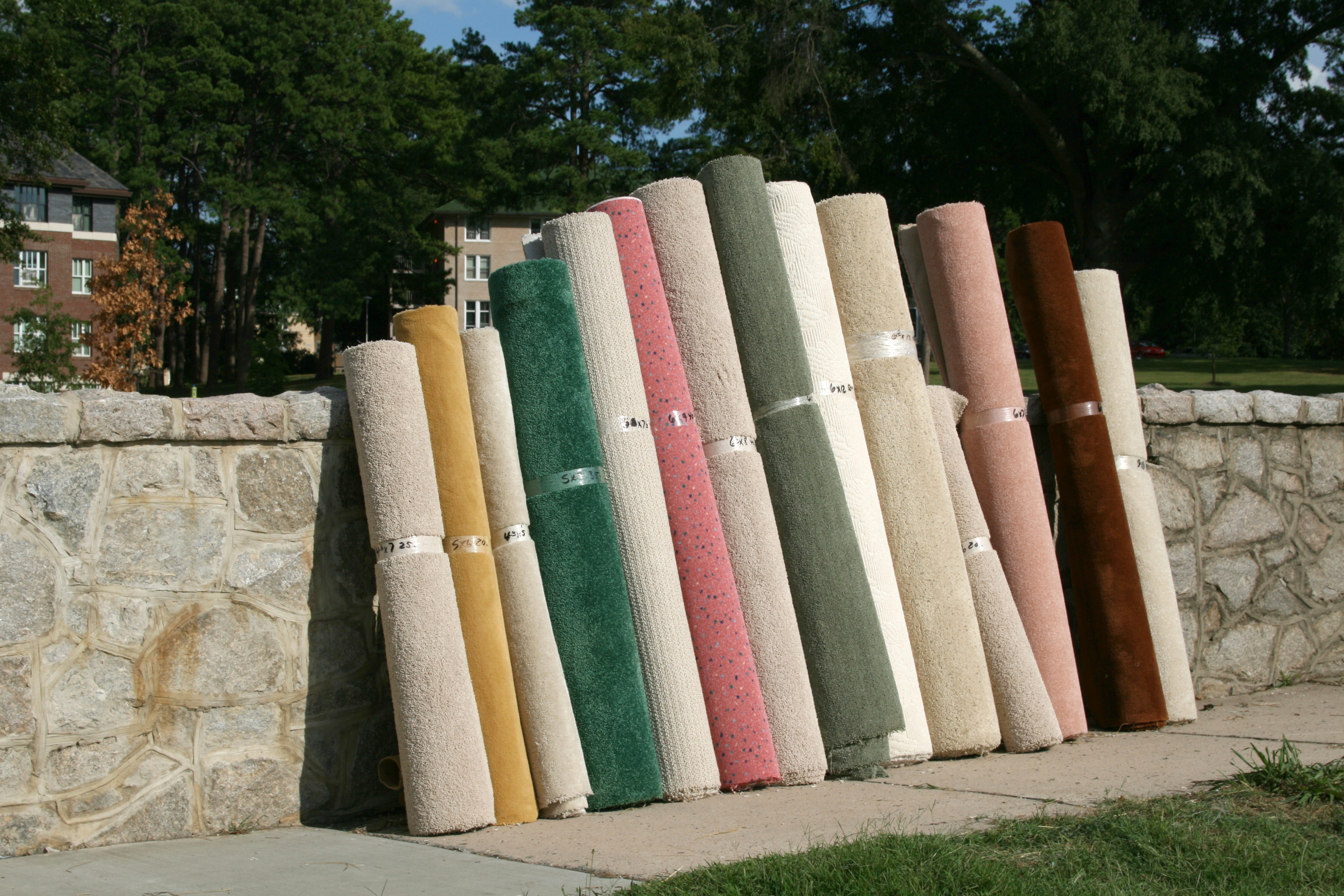
Teppichboden

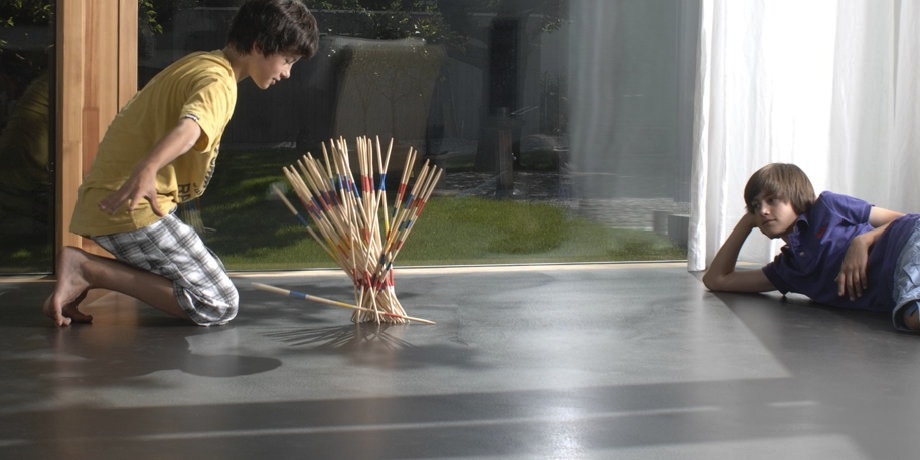
Fugenloser Sichtestrich auf Zementbasis, in Wohnbereichen gewöhnlich mit Fußbodenheizung ausgestattet

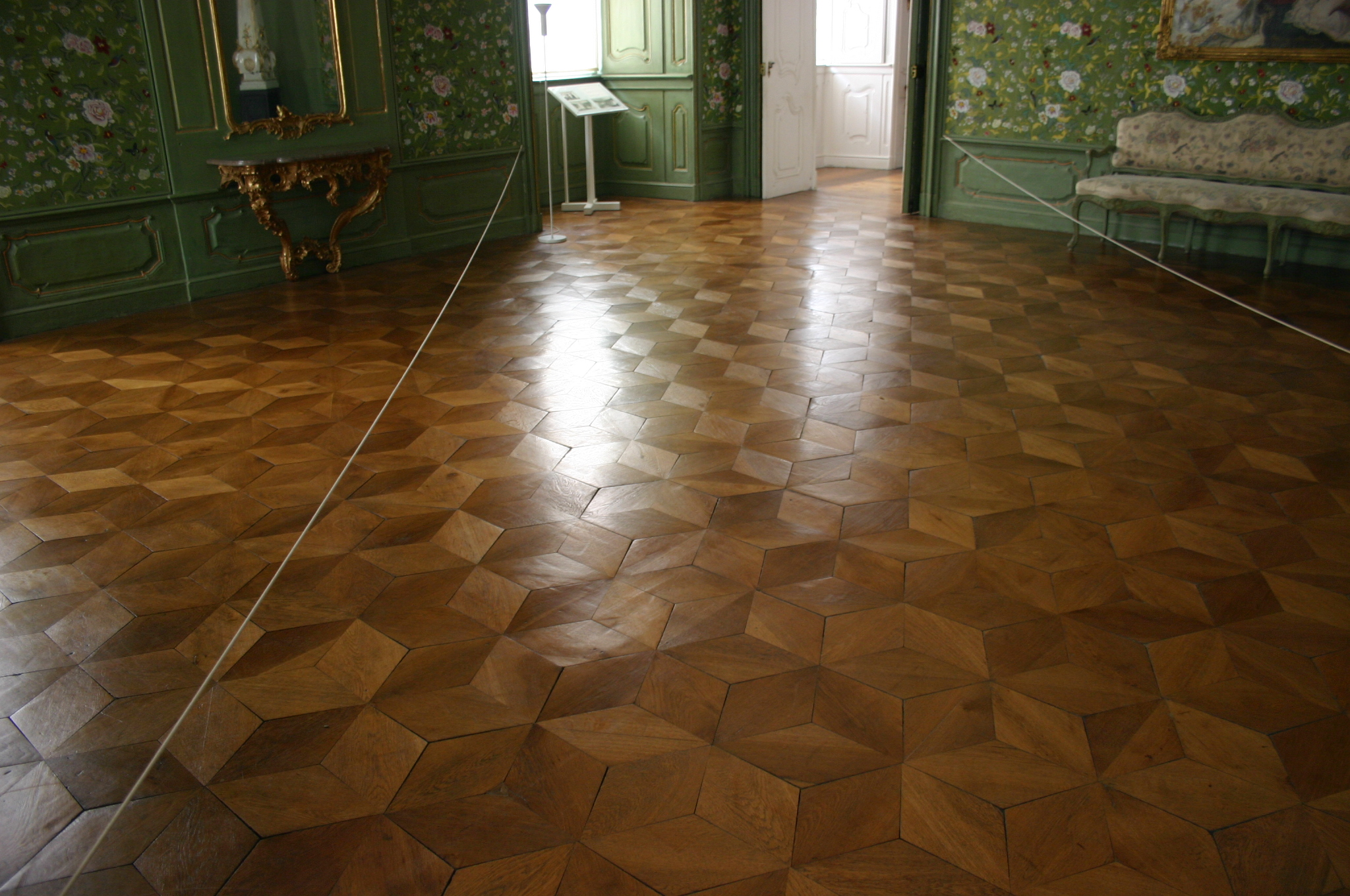
Parkettfußboden (1768)

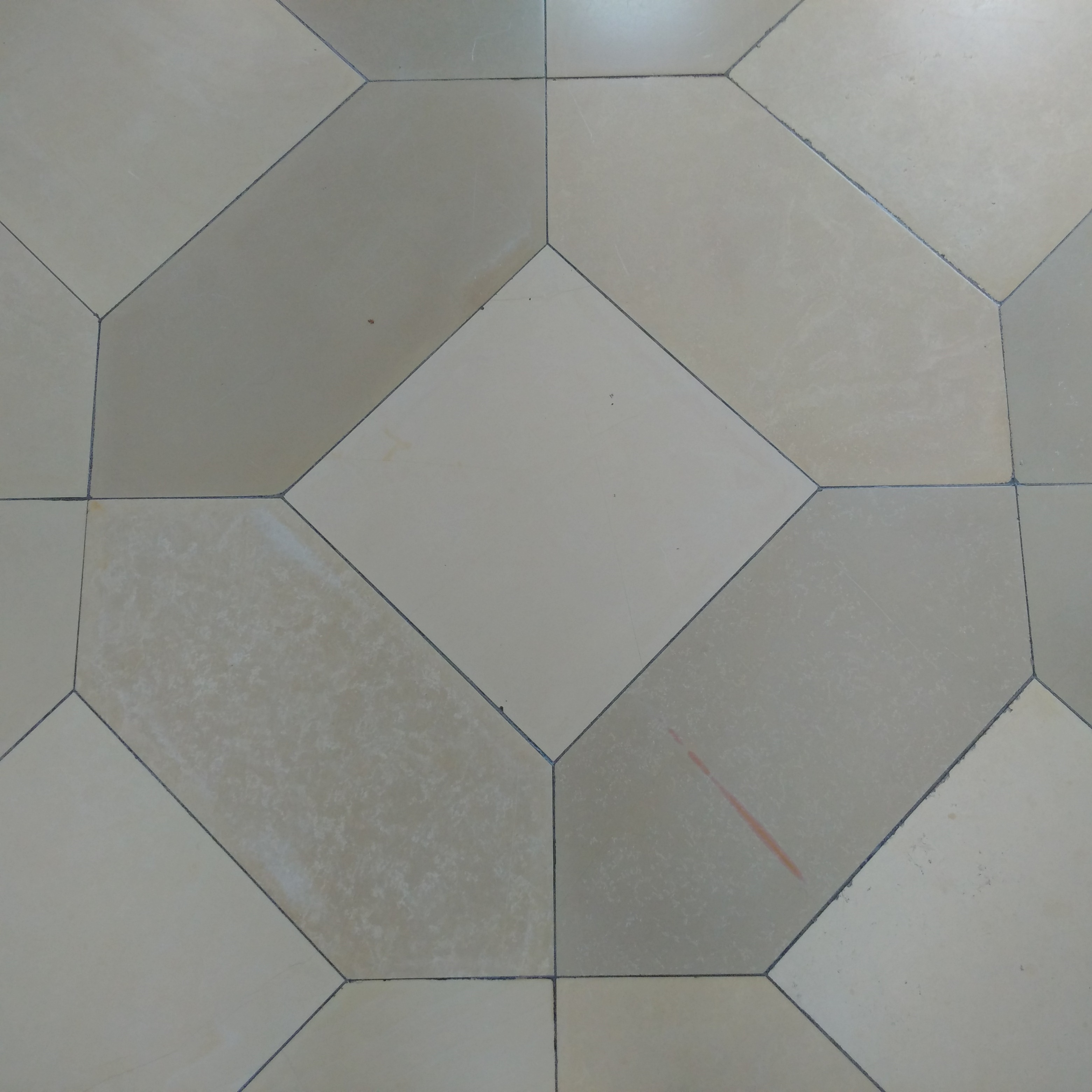
Rosenpitz, ein historisches Verlegemuster aus Naturwerkstein

Bodenbeläge lassen sich einteilen in Textile Beläge (Teppichboden, Spannteppich) und nicht textile Beläge. Klassische hingelegte Teppiche gelten nicht als Bodenbelag, da sie nicht baufest sind, sondern als normales Mobiliar.
Textile Beläge nach dem Material:
- Webteppiche
- Tuftingteppiche
- Wirkteppiche (Strickteppiche)
- Bondingteppiche
- Nadelvliesteppiche

Nicht-textile Beläge:
- elastische Beläge[1]
  - homogene Kunststoffbeläge (PVC-, Polyolefinbeläge) dazu gehören heterogene und homogene Polyvinylchlorid-Beläge. PO-Beläge sind Bodenbeläge aus Polyolefin.
  - mehrschichtige Kunststoffbeläge bzw. Verbundbeläge und CV-Beläge. CV steht für Cushioned Vinyl, d. h. PVC-Beläge, die durch rückseitige Porenstruktur einen weicheren Tritt haben.
  - Kautschukbeläge (Elastomer Beläge) auch Gummi- oder Kautschukbeläge genannt, in homogener oder heterogener Ausführung, mit oder ohne Schaumstoffbeschichtung
  - Linoleum  dazu gehören gemusterte und unifarbene Linoleum-Beläge, Linoleum mit Schaumrücken oder mit Korkmentrücken sowie Korklinoleum
  - Korkbeläge dazu gehören Kork-Fertigparkett, Presskorkplatten und Korkmentunterlagen
  - Lederbeläge[2]
  - Balatum
  - Quarzvinyl-Beläge
- Hartbeläge
  - Laminatboden
  - Fertigparkett
  - Parkett
  - Dielenboden
  - Holzpflaster
- Mineralische Beläge
  - Natur(werk)steinplatten
  - Steinteppich
  - Terrazzo (siehe auch Betonwerkstein)
  - keramische Fliesen
  - Steinpflaster
  - Gussasphalt
  - Halbstarrer Belag
  - Sichtestrich

Auch ist eine Einteilung nach der Beanspruchungsklasse möglich.

## Gleitsicherheit
Ein Bodenbelag sollte unabhängig vom Schuhwerk und von Verunreinigungen oder Nässe eine ausreichende Rutschhemmung bieten. Seit Dezember 2021 ersetzt die Europäische Norm EN 16165 „Bestimmung der Rutschhemmung von Fußböden – Ermittlungsverfahren“ die bis zu diesem Zeitpunkt geltenden deutschen Normen DIN 51097, DIN 51130 und DIN 51131. Konkrete Maßnahmen zur Vermeidung von Stolper-, Sturz- und Rutschunfällen geben die Arbeitsstättenregel für Fußböden ASR A1.5/1.2 sowie die DGUV Informationen 207-006 und 208-041. Die Messung des Gleitreibungskoeffizienten erfolgt nach EN 16165 Anhang D.